# Bulbophyllum fruticicola
Bulbophyllum fruticicola là một loài phong lan thuộc chi Bulbophyllum.